# Нусербаев, Танат Акимжанович
Тана́т Акимжа́нович Нусерба́ев (каз. Таңат Әкімжанұлы Нөсербаев; 1 января 1987, Шымкент, Казахская ССР, СССР) — казахстанский футболист, нападающий. Трёхкратный чемпион Казахстана в составе «Астаны» (2014—2016).

## Карьера

### Клубная
Воспитанник шымкентского футбола. Танат начал играть в футбол в областной специализированной детско-юношеской школе в Шымкенте у тренеров Александра Быстрова и Александра Хасапа. В 2005 году, после яркой игры за местный любительский клуб «ААЭиС», попал в фарм-клуб «Ордабасы». В 2006 году дебютировал в основной команде, в следующем году сыграл 5 игр в Кубке страны, но в финале уступили костанайскому «Тоболу». Однако, первые два сезона, проведя 47 игр, не забивал. И только в 2008—2009 гг. начал показывать результативную игру. Был назван еженедельником «Гол» лучшим нападающим сезона-2008.
После уверенной игры за молодёжную сборную Нусербаев заинтересовал ряд зарубежных клубов. В Европе его за быстроту именовали как «казахстанский ответ Тео Уолкотту». Швейцарский «Янг Бойз» даже вызвал его на просмотр в августе 2009 года, но из-за завышенной суммы трансфера от «Ордабасы» переход не состоялся.
В сезоне 2010 Нусербаев ушёл из «Ордабасы» из-за разногласий с руководством клуба и травмы спины.
В начале 2011 года в качестве свободного агента перешёл в астанинский «Локомотив». И сразу заявил о себе (7 голов в 25 играх). Уже в следующем сезоне он стал лучшим бомбардиром «Астаны» (так стал именоваться клуб), забив 10 голов в 26 играх, а 11 ноября забил гол павлодарскому «Иртышу» в победном финале Кубка Казахстана. Был назван лучшим левым нападающим сезона по версии ФФК. В сезоне 2013 года клуб завоевал серебряные медали первенства, а Нусербаев в 24 играх забил 6 голов и сменил Кайрата Нурдаулетова на посту капитана команды.
В 2014—2016 годах «Астана» с новым болгарским тренером Станимиром Стойловым впервые и трижды подряд стала чемпионом Казахстана. Нусербаев внёс в это достижение значительный вклад. В сезоне 2014 года капитан в 26 играх забил 6 голов, в сезоне 2015 года Танат с 11 голами в 25 играх — лучший бомбардир команды, в сезоне 2016 года он в 25 играх забил 6 голов. В феврале 2016 года «Астана» продлила контракт с Нусербаевым ещё на три года.
Но в декабре 2016 года, «учитывая желание самого Таната жить с семьей ближе к югу Казахстана», руководство клуба «приняло решение отпустить Нусербаева, несмотря на действующий контракт».
В январе 2017 года Нусербаев вернулся домой и подписал годовой контракт с шымкентским клубом «Ордабасы». Стал лучшим бомбардиром клуба в сезоне, забив 9 голов в 22 матчах. И его родная команда впервые выиграла бронзовые медали чемпионата.
Из-за финансовых проблем «Ордабасы», в марте 2018 года перешёл в аренду на год в костанайский «Тобол». Дебютировал в игре с петропавловским «Кызылжаром», забив гол, который переломил ход встречи. Провёл за сезон 25 игр, забил 7 голов. Со своим земляком Азатом Нургалиевым (28 игр, 8 голов) составили в центре поля мощный дуэт и помогли «Тоболу» выиграть бронзовые медали чемпионата Казахстана и право участия в Лиге Европы УЕФА.
В марте 2019 подписал контракт с кокшетауским «Окжетпесом».

### В сборной
Дебютировал в молодёжной сборной 20 августа 2008 года в матче со сборной Польши и забил два гола. В октябре 2008 года дебютировал уже за национальную сборную Казахстана в матче на «Уэмбли» против сборной Англии. Первый гол забил 10 июня 2009 года в Киеве в ворота сборной Украины в ходе отборочного турнира ЧМ-2010. 12 августа 2014 года впервые вывел на игру сборную Казахстана на товарищеский матч со сборной Таджикистана с повязкой капитана, а в следующей товарищеской игре забил гол сборной Кыргызстана. 22 марта 2017 года в товарищеской игре со сборной Кипра в Никосии забил киприотам эффектный гол пяткой. 10 июня 2017 года провёл свой последний матч за сборную против команды Дании (1-3) в отборочном турнире ЧМ-2018.
В 2018 году новый главный тренер сборной Казахстана болгарин Станимир Стойлов не вызывал Нусербаева в сборную на игры Лиги наций УЕФА, однако сказал: «Если честно, самый лучший форвард — это Танат Нусербаев».

## Достижения

### Командные
«Ордабасы»
- Финалист Кубка Казахстана: 2007
- Бронзовый призёр чемпионата Казахстана: 2017

«Астана»
- Чемпион Казахстана (3): 2014, 2015, 2016
- Вице-чемпион Казахстана 2013
- Обладатель Кубка Казахстана (2): 2012, 2016
- Финалист Кубка Казахстана: 2015
- Финалист Суперкубка Казахстана: 2013, 2016

«Тобол»
- Бронзовый призёр чемпионата Казахстана: 2018

### Личные
- «Открытие года» по версии газеты PROСПОРТ в 2008 году[16].
- Лучший игрок КПЛ-2012 по версии газеты PROСПОРТ[17].
- Лучший первый нападающий чемпионата Казахстана — 2008, («Ордабасы») по версии еженедельника «Гол!»[18].
- Лучший левый нападающий чемпионата Казахстана — 2012, («Астана») по версии ФФК[19].
- Лучший правый нападающий чемпионата Казахстана — 2015, («Астана») по версии ПФЛК[20].

## Личная жизнь
Отец Таната — водитель, мать — учитель биологии и химии. У Нусербаева есть две младшие сестры. Жена и трое детей. .